# Štitka
Štitka (štitenka; lat. Clypeola),  biljni rod iz porodice krstašica. Sastoji se od 8 vrsta rasprostranjenih od Mediterana do Srednje Azije. U Hrvatskoj je jedna vrsta sredozemna štitka, C. jonthlaspi.
Rod je bio uključen u Alyssum, ali ga je ponovno priznao Al-Shehbaz (2019).

## Vrste
1. Clypeola aspera (Weber) Turrill
2. Clypeola ciliata Boiss.
3. Clypeola cyclodontea Delile
4. Clypeola dichotoma Boiss.
5. Clypeola elegans Boiss. & A.Huet
6. Clypeola eriocarpa Cav.
7. Clypeola jonthlaspi L.
8. Clypeola lappacea Boiss.

## Sinonimi
- Bergeretia Desv.; J. Bot. Agric. 3: 161 (1815)
- Fosselinia Scop.; Intr. Hist. Nat.: 318 (1777), nom. illeg.
- Ionthlaspi Adans.; Fam. Pl. 2: 423 (1763)
- Jonthlaspi All.; Stirp. Litt. Agri Nicaeen.: 119 (1757)
- Orium Desv.; J. Bot. Agric. 3: 161 (1815)
- Pseudoanastatica (Boiss.) Grossh.; Fl. Kavkaza 2: 212 (1930)